# Comaserica irrorata
Comaserica irrorata är en skalbaggsart som beskrevs av Blanchard 1850. Comaserica irrorata ingår i släktet Comaserica och familjen Melolonthidae. Inga underarter finns listade i Catalogue of Life.